# Аксу (місто, Казахстан)
Аксу́ (каз. Ақсу) — місто, центр Аксуської міської адміністрації Павлодарської області Казахстану.
Населення —  (2021; 41677 у 2009, 42264 у 1999, 47067 у 1989).
До 1993 року місто називалось Єрмак.
2019 року до складу міста було включене ліквідоване селище Аксу (3533 особи у 2009, 4499 осіб у 1999, 5777 осіб у 1989).

## Освіта
В Аксу у сфері освіти діють 50 установ: 27 шкіл (3 неповні), коледжі №19 та імені Жаяу Муси, казахська гімназія, школа-ліцей, 11 початкових малокомплектних шкіл; 3 позашкільні заклади: Будинок дитячої творчості, школа мистецтв, станція юних натуралістів; 6 дошкільних закладів.
Аксуський коледж імені Жаяу Муси є багатопрофільною регіональною освітньою установою Павлодарської області, яка об'єднала у 1997 році три самостійні навчальні заклади: культурно-освітнє училище (рік заснування – 1966), технікум фізичної культури (рік заснування – 1969), енергетичний технікум (рік заснування – 1985). У 2013 році до навчального закладу приєднано Аксуський коледж №3.
У місті діє централізована бібліотека з книжковим фондом понад 78 тисяч екземплярів, що має модемний зв'язок із бібліотеками сільських округів. 2000 року в бібліотеці, однією з перших в області, запроваджено електронну систему з надання послуг населенню через електронну пошту.